# Лебідь Анатолій Миколайович
Анато́лій Микола́йович Ле́́бідь (27 серпня 1978 — 19 березня 2015) — старший прапорщик Збройних сил України.

## Життєвий шлях
Старший прапорщик, військовослужбовець 55-ї окремої бригади зв'язку. За повідомленням прес-центру ОК «Північ», 19 березня 2015 року Анатолій загинув «внаслідок необережного поводження зі зброєю» в часі виконання службових обов'язків.
Лишилися дружина, двоє дітей.
25 березня 2015-го похований у селі Олибів.

## Вшанування
- Почесний громадянин міста Рівне (рішення Рівненської міськради № 5756 від 17 вересня 2015)
- 14 жовтня 2015 року в центрі Рівного відкрито стелу пам'яті дев'ятнадцятьом Героям Рівного, де є і світлина Анатолія Лебедя.